# 엘리스 파크 스타디움
엘리스 파크 스타디움(Ellis Park Stadium)은 1928년 남아프리카 공화국의 요하네스버그에 개장한 경기장으로 62,567명을 수용할 수 있다. 1995년 럭비 월드컵의 주경기장, 2009년 FIFA 컨페더레이션스컵과 2010년 FIFA 월드컵의 경기장 중 하나이기도 하다. 2012년까지는 코카콜라 파크(Coca-Cola Park)로 불렸다.

## 개요
2010년 FIFA 월드컵 기간에는 공식 후원자 외에는 명명권을 허용하지 않는 FIFA의 규정상 임시적으로 엘리스 파크 경기장으로 명칭을 변경한다.
원래 이 경기장은 1995년에 럭비 그랜드로 개장하여 럭비 월드컵의 결승전을 개최했다. 현재는 스타디움에서는 축구와 럭비, 축구 전용의 스타디움이 되었다. 2010년의 FIFA 월드컵 남아프리카 대회가 개최되는 경기장으로 선정되었다.

## 연고 구단

### 축구
- 올랜도 파이리츠 FC

### 럭비
- 라이온스
- 골든 라이온스 (쿠리에 컵)

과거에는 크리켓 경기도 이곳에서 개최되었지만, 현재는 이곳을 사용하지 않는다.

## 2010년 FIFA 월드컵
| 날짜       | 시간 (UTC+2) | 팀 #1      | 결과 | 팀 #2                  | 대회   | 관중   |
| ---------- | ------------ | ---------- | ---- | ---------------------- | ------ | ------ |
| 2010-06-12 | 16:00        | 아르헨티나 | 1-0  | 나이지리아             | B조    | 55,686 |
| 2010-06-15 | 20:30        | 브라질     | 2-1  | 조선민주주의인민공화국 | G조    | 54,331 |
| 2010-06-18 | 16:00        | 슬로베니아 | 2-2  | 미국                   | C조    | 45,573 |
| 2010-06-21 | 20:30        | 스페인     | 2-0  | 온두라스               | H조    | 54,386 |
| 2010-06-24 | 16:00        | 슬로바키아 | 3-2  | 이탈리아               | F조    | 53,412 |
| 2010-06-28 | 20:30        | 브라질     | 3-0  | 칠레                   | 16강전 | 54,096 |
| 2010-07-03 | 20:30        | 스페인     | 1-0  | 파라과이               | 8강전  | 55,359 |

## 관련 사건 및 사고
- 엘리스 파크 스타디움 참사 (2001년) - 43명 사망